# Diga di Tarbela
La diga  di Tarbela  (Urdu/Pashto:تربیلا بند) è uno sbarramento artificiale situato nella parte nord occidentale del Pakistan, dove il fiume Indo lascia la catena montuosa del Karakorum ed inizia il cammino di più di 1000 km verso il suo sbocco nell'oceano Indiano. Lo scopo dell'impianto, la cui diga ha creato un invaso di 11 miliardi di metri cubi è quello di produrre energia elettrica ed avere a disposizione grandi quantità di acqua per scopi irrigui.

## Costruzione
Il lavoro, iniziato nel maggio 1968 e che sarebbe dovuto terminare nell'aprile 1976 (in realtà terminò nel 1978), è stato eseguito da una joint venture di imprese di tutto il mondo con capofila l'italiana Impregilo Spa. Alla realizzazione dell'impianto hanno lavorato circa 5000 tecnici delle varie imprese (in maggioranza pakistani) e circa 15000 operai indigeni.

## Descrizione del progetto
Le opere realizzate sono le seguenti: 
- diga principale;
- n.2 dighe ausiliarie;
- sfioratori;
- centrale idroelettrica;
- gallerie.